# サンマリノサッカー連盟
サンマリノサッカー連盟（サンマリノサッカーれんめい、イタリア語: Federazione Sammarinese Giuoco Calcio, 英語: San Marino Football Federation）は、サンマリノにおけるサッカーを統括する競技運営団体。略称はFSGC。国際サッカー連盟（FIFA）と欧州サッカー連盟（UEFA）に加盟している。